# Kurt Westergaard
Kurt Westergaard (ur. 13 lipca 1935 w Døstrup, zm. 14 lipca 2021 w Kopenhadze) – duński rysownik, karykaturzysta.

## Życiorys
Urodził się 13 lipca 1935 r. w konserwatywnej rodzinie, ale w okresie liceum porzucił religię i uważał się za ateistę. Po maturze podjął studia psychologiczne na kopenhaskim uniwersytecie, a potem uczył języka niemieckiego i pracował w szkole specjalnej w Djursland. W 1983 r. podjął pracę w Jyllands-Posten, gdzie pracował do 2010 r., gdy odszedł na emeryturę w wieku 75 lat. W redakcji był ilustratorem i autorem rysunków satyrycznych.
W 2005 r. wraz z innymi karykaturzystami zgłosił się do konkursu dziennika Jullands-Posten na sporządzenie rysunków proroka Mahometa. Opublikowano dwanaście karykatur. Jego karykatura Mahometa w turbanie w kształcie ładunków wybuchowych wywołała gwałtowne protesty w świecie muzułmańskim, w ich trakcie atakowano m.in. duńskie ambasady. W wyniku tych zajść zginęło kilkanaście osób.
W 2008 r. otrzymał Sappho Award od Stowarzyszenia Wolnej Prasy w Danii, a dwa lata później M100 Media Award od kanclerz Angeli Merkel za wkład w wolność słowa. Od 2006 r., gdy podejmowano próbę zamachu na jego życie, żył wraz z żoną pod ochroną policyjną. Początkowo żył w ukryciu, potem zdecydował się żyć jawnie, ale w silnie zabezpieczonym domu. W 2008 i 2010 r. doszło do kolejnych nieudanych zamachów, po tym ostatnim odszedł na emeryturę.
Zmarł 14 lipca 2021 r. po długiej chorobie.

## Życie prywatne
Żonaty, miał pięcioro dzieci.